# Lona Rietschel
Lona Rietschel (* 21. September 1933 in Reppen, Kreis Weststernberg; † 19. Dezember 2017 in Berlin) war eine deutsche Comiczeichnerin.

## Leben und Werk
Lona Rietschel absolvierte ein Fachschulstudium in Modegrafik und Zeichentrick mit dem Ziel, Trickfilmzeichnerin zu werden und arbeitete dann als Modelschneiderin an der Kunsthochschule Berlin-Weißensee. Da das DEFA-Studio für Trickfilme nach Dresden verlegt wurde und Rietschel Berlin nicht verlassen wollte, bewarb sie sich beim Comicmagazin Mosaik. Sie wurde 1960 angestellt, nachdem der Zeichner Nikol Dimitriades nach Westdeutschland gegangen war. Lona Rietschel wurde schnell zur wichtigsten Zeichnerin des Magazins und arbeitete an über 400 Heften mit. Sie gestaltete die Hauptfiguren Dig, Dag und Digedag sowie Ritter Runkel und Nebenfiguren wie z. B. die berüchtigte Seeräuberbande „Teufelsbrüder“.
Als Hannes Hegen 1975 im Streit mit dem Verlag Mosaik verließ und seine Figuren, die Digedags, mitnahm, wurden neue Figuren kreiert. Lothar Dräger erfand die Namen und Charaktere der Abrafaxe und Lona Rietschel besorgte die Figurenentwicklung. Bis 1999 blieb sie dem monatlich erscheinenden Magazin treu und zeichnete bis ins hohe Alter regelmäßig ihre Abrafaxe. So stammen sowohl die Cover der Sammelbände als auch die Motive des Kalenders für 2006 aus ihrer Hand. Nicht zuletzt die zeitlose Gestaltung Lona Rietschels und ihr zeichnerisches Können machte Mosaik zu einer Comiclegende.
Im Mai 2013 wurde Rietschel auf dem Comicfestival München mit dem PENG!-Preis für ihr Lebenswerk ausgezeichnet.